# Доркинг
Доркинг (англ. Dorking) — город, расположенный в английском графстве Суррей.
Разница во времени с Москвой: − 3 часа
Население: 16 429 чел.
Площадь: 45 км².
Телефонный код: +(44) 1306.

## Известные люди
- Том Фелтон — британский актёр и певец.
- Лоренс Оливье — британский актёр театра и кино, режиссёр, продюсер.
- Альма Дойчер — знаменитая юная скрипачка, пианистка и композитор.

## Интересные факты
- В городе проходили съемки мини-сериала «Праздник мая».[1]
- Куры «Доркинг» были выведены английскими селекционерами во второй половине 19-го века и до сих пор считаются одной из лучших мясных пород в мире. Свое название птицы получили благодаря именно этому городу.